# Třída Banshee
Třída Banshee byla třída torpédoborců Britského královského námořnictva. Celkem byly postaveny tři jednotky této třídy. Ve službě byly v letech 1895–1912.
Třída Banshee představovala jednu ze sedmnácti podtříd raných britských torpédoborců od různých výrobců, které jsou souhrnně označovány jako třída A. Torpédoborce třídy A neměly jednotný design, ale důraz byl u nich kladen na jednotnou rychlost (u prvních tří podtříd 26 uzlů a u zbývajících čtrnácti podtříd 27 uzlů). Třída Banshee patřila do druhé skupiny označováné jako „27-knotters“.

## Stavba
Britská loděnice Cammell Laird v Birkenheadu postavila celkem tři jednotky této třídy. Torpédoborce vycházely z třídy Ferret, postavené stejnou loděnicí. Do služby byly torpédoborce přijaty roku 1895.
Jednotky třídy Banshee:
| Jméno       | Založení kýlu | Spuštěn            | Vstup do služby | Osud          |
| ----------- | ------------- | ------------------ | --------------- | ------------- |
| HMS Banshee | březen 1894   | 17. listopadu 1894 | červenec 1895   | Vyřazen 1912. |
| HMS Contest | březen 1894   | 1. prosince 1895   | červenec 1895   | Vyřazen 1911. |
| HMS Dragon  | březen 1894   | 15. prosince 1895  | červen 1895     | Vyřazen 1912. |

## Konstrukce

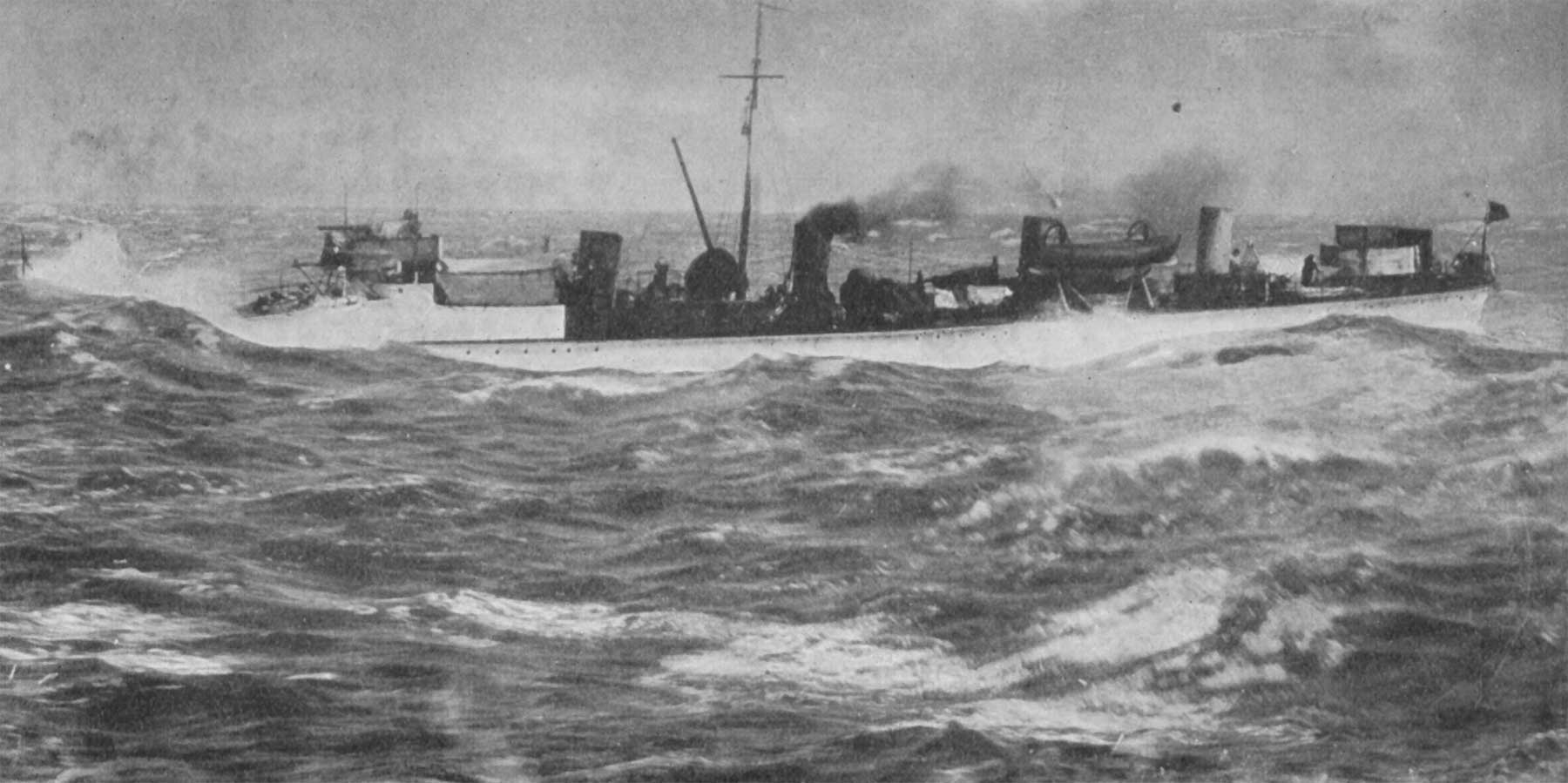
HMS Banshee v rozbouřeném Severním moři v roce 1899

Výzbroj představoval jeden 76mm kanón, pět 57mm kanónů a dva jednohlavňové 457mm torpédomety se zásobou čtyř torpéd. Pohonný systém tvořily čtyři kotle Normand a dva tříválcové parní stroje s trojnásobnou expanzí o výkonu 4400 hp, roztáčející dva lodní šrouby. Spaliny odváděly čtyři komíny. Nejvyšší rychlost dosahovala 28 uzlů. Dosah byl 3000 námořních mil při rychlosti deset uzlů.